# Puerto Serrano

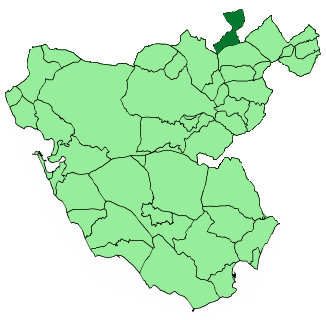
Localização de Puerto Serrano

Puerto Serrano é um município da Espanha na província de Cádiz, comunidade autónoma da Andaluzia, de área 80 km² com população de 7111 habitantes (2016) e densidade populacional de 89 hab/km².
Faz parte da Rota das aldeias brancas.
É o terceiro município de Espanha com mais de 1000 habitantes com menor taxa de renda bruta declarada, apenas 11.490 euros por ano por habitante.

## Demografia
| Variação demográfica do município entre 1991 e 2016 | Variação demográfica do município entre 1991 e 2016 | Variação demográfica do município entre 1991 e 2016 | Variação demográfica do município entre 1991 e 2016 | Variação demográfica do município entre 1991 e 2016 |
| --------------------------------------------------- | --------------------------------------------------- | --------------------------------------------------- | --------------------------------------------------- | --------------------------------------------------- |
| 1991                                                | 1996                                                | 2001                                                | 2004                                                | 2016                                                |
| 6479                                                | 6673                                                | 6810                                                | 6828                                                | 7111                                                |